# Пятидесятничество в России
Пятидесятничество в России представляют четыре основных объединения христиан веры евангельской пятидесятников: Российская церковь христиан веры евангельской (РЦХВЕ), Российские Ассамблеи Бога христиан веры евангельской (РАБХВЕ), Объединённая церковь христиан веры евангельской (ОЦХВЕ) и Российский объединённый союз христиан веры евангельской (РОСХВЕ), также отдельные независимые христианские общины, религиозные организации и местные региональные объединения церквей, не входящие в официальные структуры общероссийских масштабов. В дополнении к этому, существуют отдельные общины, являющиеся представителями иностранных религиозных организаций и объединений из Европы, Американских континентов и из Азии.

## История движения
Первые вести о крещении Духом Святым (в понимании пятидесятников) проникли в Россию через Финляндию и Прибалтику, которые входили тогда в состав Российской Империи. Первыми проповедниками пятидесятничества там были Томас Барратт (Норвегия) и Леви Петрус (Швеция). Томасс Барратт, проповедовал в Санкт-Петербурге в 1911 году. Это было самая первая волна, шедшая с севера. Однако многие люди, связанные с этим движением, после встречи с Эндрю Уршаном, представителем т. н. учения «единственников» («only Jesus»), приняли унитарианскую концепцию (они не верили в Троицу). Всех людей, которые были крещены во имя Отца, Сына и Святого Духа, они перекрещивали «во Имя Господа Иисуса». Они известны как единственники, или «евангельские христиане в духе Апостольском».
Дальнейший импульс шёл с запада через Библейскую Школу в г. Данциг (Германия, Польша). Густав Шмидт, Артур Бергхольц, Оскар Эске проповедовали на Западной Украине. Шмидтовские церкви до сих пор существуют там (их особенность в том, что у них нет обряда «омовения ног»). Эта школа относится к Ассамблее Бога — одному из самых крупных пятидесятнических объединений в мире.
Основное направление пятидесятничества в России до распада СССР было связано происхождением с деятельностью Ивана Воронаева и Василия Колтовича. Воронаев родился в России, но после присоединения к баптистской церкви был вынужден уехать за границу из-за преследований со стороны РПЦ. В США он пережил опыт крещения Духом Святым и в 1919 г. основал в Нью-Йорке первую русскую пятидесятническую церковь. В 1920 г. он приехал в Болгарию, где за короткое время (вместе с Заплишным) основал около 18 общин. В 1924 году Союз христиан веры евангельской насчитывал уже 350 общин и 80 тысяч членов. На территории СССР в общину Одессы, где Воронаев развернул активную деятельность, входило ок. 1000 членов. В 1929 году было принято новое законодательство о религиозных объединениях, многих верующих арестовали, а общины перешли на нелегальное положение и продолжали собираться тайно до образования ВСЕХБ и начала регистрации автономных общин.
Успех проповеди Воронаева вызывал раздражение у баптистских лидеров и идеологов, использовавших в отношении пятидесятников презрительную кличку «трясуны». Баптистские издания второй половины 1920-х года печатали статьи, обличающие «изуверское учение трясунов». Уже в первой половине 1930-х годов были арестованы все лидеры советских пятидесятников, в том числе Воронаев, Союз христиан евангельской веры прекратил свое существование, молитвенные дома пятидесятников были закрыты, а их объединения сняты с регистрации.
В августе 1945 года было подписано навязанное властями соглашение об объединении пятидесятников с другими легально действовавшими в СССР протестантскими конфессиями. Пятидесятники должны были не только войти во ВСЕХБ, но и отказаться от некоторых элементов своей культовой практики, в том числе от «говорения на языках». Не согласные с этим общины пятидесятников уходили в подполье.
В мае 1957 года Совет по делам религиозных культов разослал своим уполномоченным специальный циркуляр, предписывавший «усиленно наблюдать за деятельностью пятидесятников», «настойчиво выявлять пятидесятнические группы, их руководителей и актив и своевременно представлять об этом информации в местные руководящие органы и в Совет». Многие пятидесятники были арестованы и осуждены по обвинению в «антисоветской агитации», в «нарушении законов об отделении церкви от государства и школы от церкви», в «причинении вреда здоровью граждан под предлогом проповедования религиозных вероучений», в «тунеядстве». В 1961 году Советом министров СССР была принята «Инструкция по применению законодательства о культах», где говорилось: «Не подлежат регистрации религиозные общества и группы верующих, принадлежащие к сектам, вероучение и характер деятельности которых носит антигосударственный и изуверский характер: иеговисты, пятидесятники, истинноправославные христиане, истинноправославная церковь, адвентисты-реформисты, мурашковцы и т.п.». Одним из наиболее громких судебных процессов против пятидесятников в 1961 году стало дело по обвинению И.П. Федотова и еще пяти членов общины пятидесятников Московской области по различным статьям, в том числе в подстрекательстве к ритуальному убийству. В результате Федотов был осужден на 10 лет лишения свободы, а остальные подсудимые — на сроки от 2 до 5 лет.
В советское время пятидесятники часто становились персонажами антирелигиозных произведений, среди которых известный фильм «Тучи над Борском» 1961 года. В 1960 году был выпущен документальный фильм «Это тревожит всех», посвященный общине Федотова.
Одним из следствий преследования пятидесятников стало стремление многих из них эмигрировать из СССР, чему власти препятствовали. В 1978 году семь пятидесятников проникли на территорию посольства США и провели здесь в добровольном заточении пять лет, пока им не разрешили эмигрировать. Лишь в 1988 году, с началом Перестройки, преследования «эмигрантских» общин были прекращены, а желающие, наконец, получили возможность эмигрировать.
Дальнейший импульс развития пятидесятническое движение получило в конце XX века, с появлением в России не только формальной (декларируемой официальными властями), но и фактической религиозной свободы.
Количество и численность пятидесятнических церквей стало расти благодаря деятельности местных проповедников и иностранных миссионеров из стран бывшего СССР (преимущественно из Украины и Белоруссии), а также из западных стран.
При этом с начала 1990-х годов у советских пятидесятников появились союзники и конкуренты в одном лице: миссии западных харизматических церквей и движений. Доктрины, социальные и моральные нормы, стилистика богослужения, проповедуемые этими миссиями, казались «федотовцам» странными, а иногда и неприемлемыми. Поэтому пятидесятническое движение в постсоветских государствах оказалось расколото на «консерваторов» и «харизматов».

## Современная ситуация
В настоящее время на территории России действуют четыре основных объединения:
- Объединённая церковь христиан веры евангельской (ОЦХВЕ)
- Российская церковь христиан веры евангельской (РЦХВЕ)
- Российские Ассамблеи Бога христиан веры евангельской (РАБХВЕ)
- Российский объединённый союз христиан веры евангельской (РОСХВЕ)

Эти объединения имеют одни исторические корни. Начало разделению единого социума было положено в 1944 году на почве принудительной регистрации общин и объединений вместе с Всесоюзным советом евангельских христиан-баптистов. Общины, не согласившиеся на новые условия регистрации, продолжали свою деятельность подпольно, в связи с чем подвергались преследованиям (смотри, в частности, статью Сибирская семёрка).
Наблюдаются серьёзные разночтения в богословских доктринах и практическом понимании христианства традиционных пятидесятников и харизматов, часть разногласий отражена в статьях либерализм в христианстве и консерватизм в христианстве.
Если ранее всемирные Ассамблеи Бога представляла Российская церковь христиан веры евангельской, то в 1993 году появились также Российские Ассамблеи Бога христиан веры евангельской.
В 1995 году от ОЦХВЕ отделилась часть общин во главе с С. В. Ряховским и был создан Российский объединённый союз христиан веры евангельской, ставший одним из основных объединений пятидесятнических церквей России.
Также существует Объединение независимых церквей пятидесятников и отдельные независимые общины.
Пятидесятники харизматического направления очень активны в социальной сфере. По данным Р. Н. Лункина, нижегородская поместная церковь «Лоза», относящаяся к харизматической «ветви» пятидесятничества, оказывает помощь детским приютам, интернатам, помогает фонду гематологии, проводит детские лагеря для всех желающих.

### Отношения с государством
Российские власти разрешают пятидесятникам совершать богослужения и даже иногда содействуют им. Например, по состоянию на 1 января 2011 года в системе ФСИН официально действовали 49 молитвенных комнат для пятидесятников.
Осенью 2012 года, временный молитвенный дом церкви христиан-пятидесятников «Святая Троица» в р-не Новокосино (г. Москва) в результате территориального спора с властями г. Москвы был снесён.